# Tony Robertson
Darryl "Tony" Robertson, (Detroit, Michigan, 1 de enero de 1956) es un exjugador de baloncesto estadounidense que disputó dos temporadas en la NBA. Con 1.93 de estatura, su puesto natural en la cancha era el de escolta.

## Trayectoria deportiva

### Universidad
Robertson se matriculó en el Eastern Arizona Junior College. Como estudiante de primer año, promedió 21 puntos, 5 asistencias y 8 rebotes por partido. En su segundo año promedió 23 puntos, 6 asistencias y 10 rebotes por partido. Estableció récords en el Torneo Dodge City con 93 puntos y 42 tiros de campo, mientras ayudaba a su equipo a terminar en segundo lugar. Fue elegido en el mejor quinteto del torneo y recibió una mención de honor All-American.
Robertson se transfirió a los Mountaineers de la Universidad de Virginia Occidental para su temporada júnior. Promedió 17,9 puntos, 3,6 asistencias y 4,4 rebotes. En su último año, anotó 18,1 puntos, 3,3 asistencias y 4,0 rebotes. Logró 34 puntos y 10 asistencias, el máximo de su carrera, contra la Universidad de Richmond. Consiguió 12 rebotes, el máximo de su carrera, contra la Universidad de New Hampshire. Logró 7 robos contra Virginia Tech.
Robertson registró 57 titularidades, 1.026 puntos, promediando 18,0 puntos (séptimo en la historia de la universidad), 3,4 asistencias y 4,2 rebotes por partido en dos temporadas.

### Profesional
Robertson fue seleccionado por Los Angeles Lakers en la cuarta ronda (88 en general) del draft de la NBA de 1977. El 17 de octubre, fue traspasado a los Atlanta Hawks a cambio de una selección de cuarta ronda de 1979.
El 18 de febrero de 1979, firmó como agente libre con los Golden State Warriors, para dar profundidad de banquillo después de que Phil Smith se perdiera toda la temporada por una lesión en el tendón de Aquiles.